# Distrito de Coronie
El distrito de Coronie es una de las diez divisiones administrativas en las que se encuentra constituida la república de Surinam. Limita al norte con el océano Atlántico, al oeste con Nickerie, al sur con Sipaliwini y al este con el río Coppename. Tiene una extensión de 3.902 km² y una población de 2 887 habitantes.
El distrito, donde en el pasado se encontraba una base militar, tomó su actual nombre de la cala Corona. Durante los años 40 el acceso a este territorio sólo era posible a través de pequeñas embarcaciones. La razón principal de su inaccesibilidad era la poca profundidad de sus costas, por lo que el paso de cualquier tipo de embarcación mayor era harto imposible.
Afortunadamente, esto cambió con la construcción de la carretera de Saramacca y con la mejora en la comunicación fluvial entre Boskamp y Jenny, quedando la capital del distrito accesible al tráfico. 
Actualmente, el distrito también es accesible por coche. En el lugar en el que se encuentran hoy estas carreteras, se plantaba antiguamente algodón, plantaciones que fueron introducidas en el país por colonos ingleses y escoceses. Localidades del distrito tales como Burnside, Totness (la capital del distrito), Iverness o Hamilton recuerdan ese pasado británico. 

## División administrativa
El distrito de Coronie está dividido en tres ressorts:
1. Welgelegen
2. Totness
3. Johanna María

## Economía
El distrito es famoso en toda Surinam por sus plantaciones de coco, introducidas en el siglo XIX. Aparte de dichas plantaciones (y el refinado de aceite de coco), Coronie produce carne porcina, miel y varias frutas tropicales tales como el aguacate.

## Atracciones turísticas
Coronie es un lugar idóneo para la práctica de trekking, así como la pesca deportiva. 
Los monumentos de mayor importancia en la región son el dedicado a la revolución, y el levantado en honor de Tata Colin (una luchadora en contra de la esclavitud).